# Abdukodir Khusanov
Abdukodir Khikmatovich Khusanov (em usbeque: Abduqodir Hikmat oʻgʻli Husanov); (Tasquente, 29 de fevereiro de 2004) é um futebolista usbeque que atua como zagueiro. Atualmente joga no Manchester City.

## Carreira
Khusanov começou nas categorias de base do Bunyodkor, com sede em Tasquente.

### Energetik-BGU
Em março de 2022, Khusanov mudou-se para o clube bielorrusso Energetik-BGU. Ele fez sua estreia pelo clube no dia 19 de março, em partida contra o Vitebsk, sendo titular e disputando toda a partida. Khusanov marcou seu primeiro gol no dia 2 de maio de 2022, em partida contra o Neman Grodno, onde também deu duas assistências. Na partida do dia 29 de maio de 2022, contra o Slavia-Mozyr, ele marcou seu primeiro gol de pênalti. Em agosto de 2022, Khusanov foi incluído na lista dos jogadores mais promissores do mundo, segundo o Centro Internacional de Pesquisa Esportiva. No final da temporada, seu clube terminou como vice-campeão da Vysshaya Liga de 2022. Ele entrou no time do campeonato.
Em dezembro de 2022, o Energetik-BGU informou que Khusanov continuaria jogando no clube. Sua partida da nova temporada foi em 2 de abril de 2023, contra o BATE Borisov. Ele entrou no time da segunda rodada da Vysshaya Liga. No dia 23 de abril, Khusanov marcou seu primeiro gol da temporada na partida contra o Shakhtyor Salihorsk. Três dias depois, foi incluído na lista dos jogadores mais promissores com menos de 20 anos, onde conquistou o 15º lugar entre os zagueiros pelo CIES Football Observatory.

### Lens
Em 24 de julho de 2023, Khusanov assinou com o Lens, clube da Ligue 1, em um contrato de quatro anos. Ele fez sua estreia pelo clube em 16 de setembro de 2023, em uma derrota em casa por 1 a 0 contra o Metz, tornando-se o primeiro jogador uzbeque a jogar na Ligue 1.
Em 29 de novembro de 2023, Khusanov disputou seu primeiro jogo nas competições da UEFA, uma derrota por 0-6 na fase de grupos da Liga dos Campeões da UEFA contra o Arsenal, tornando-se, aos 19 anos e 9 meses, o uzbeque mais jovem a jogar na Liga dos Campeões e em qualquer competição de clubes da UEFA. O Lens acabou terminando em terceiro no grupo, classificando-se assim para a fase eliminatória da Liga Europa da UEFA de 2023-24. Em 15 de fevereiro de 2024, Khusanov jogou o primeiro jogo do playoff contra o Freiburg, um empate em 0-0, tornando-se, aos 19 anos e 11 meses, o uzbeque mais jovem a jogar na Liga Europa.
Em 24 de dezembro de 2024, Khusanov foi eleito um zagueiros com melhor desempenho na temporada com menos de 21 anos do mundo, novamente pelo CIES Football Observatory.
Seu último jogo com o Lens foi pela Copa da França contra o Paris Saint-Germain em 22 de dezembro de 2024. Foi seu primeiro jogo na Copa e ele se tornou o primeiro uzbeque a jogar nessa competição. O jogo terminou empatado em 1 a 1 e o Lens foi eliminado na disputa de pênaltis.

### Manchester City
No dia 20 de janeiro de 2025, foi anunciado pelo Manchester City como novo reforço do clube inglês. Os Citizens vão desembolsar cerca de 40 milhões de libras esterlinas (cerca de R$ 296 milhões), de acordo com a ESPN. Escolheu o número 45, tendo usado o número anteriormente durante seu tempo jogando no Energetik-BGU Minsk.
Em 25 de janeiro, ele se tornou o primeiro uzbeque a jogar na liga inglesa, quando fez sua estreia contra o Chelsea; no entanto, 5 minutos após o início do jogo, Khusanov cometeu um erro que permitiu a Noni Madueke marcar e mais tarde recebeu um cartão amarelo antes de ser substituído aos 54 minutos.
No dia 8 de fevereiro de 2025, Khusanov marcou seu primeiro gol pelo City em sua estreia na Copa da Inglaterra em uma vitória por 2 a 1 fora de casa sobre o Leyton Orient, da EFL League One, na quarta rodada, quando a bola desviou em sua cabeça em um chute do companheiro de equipe Rico Lewis.

## Seleção Uzbeque

### Sub-17 e Sub-19
Khusanov jogou pela seleção sub-17 do Uzbequistão. Em junho de 2022, estreou pela seleção sub-19 do Uzbequistão, disputando dois amistosos contra a Bielorrússia.

### Sub-20
Em setembro de 2022, foi convocado para a seleção sub-20 do Uzbequistão, pela qual disputou duas partidas completas contra a Eslováquia. Em março de 2023, Khusanov se juntou à seleção sub-20 do Uzbequistão para a Copa da Ásia Sub-20 da Confederação Asiática de Futebol (AFC). Sua primeira partida no torneio foi em 1º de março de 2023, contra a Síria. A equipe liderou o grupo, avançando para a fase eliminatória. Em 11 de março de 2023, Khusanov ajudou o time a derrotar a Austrália na disputa de pênaltis nas quartas de final, garantindo assim uma vaga na Copa do Mundo FIFA Sub-20 de 2023. Na semifinal, em 15 de março de 2023, o Uzbequistão derrotou a Coreia do Sul em outra disputa de pênaltis. A equipe então conquistou o título do campeonato ao derrotar o Iraque na final, em 18 de março.

### Sub-23
Em maio de 2023, Khusanov foi convocado para a seleção sub-20 do Uzbequistão para a Copa do Mundo FIFA Sub-20 de 2023. Sua primeira partida no torneio foi no dia 20 de maio de 2023, contra a Argentina. Depois de terminar em segundo lugar no grupo, a equipe avançou para a fase eliminatória, onde foi eliminada por Israel nas oitavas de final, no dia 30 de maio de 2023.
Em setembro de 2023, Khusanov se juntou à equipe Sub-23 do Uzbequistão para as eliminatórias da Campeonato Asiático de Futebol Sub-23. Ele estreou em 6 de setembro de 2023, em partida contra o Afeganistão. Khusanov deu sua primeira assistência para a seleção sub-23 em 12 de setembro de 2023, em partida contra o Irã, o que ajudou a garantir uma vitória por pouco. Em abril de 2024, Khusanov fez parte da seleção sub-23 do Uzbequistão para o Campeonato Asiático de Futebol Sub-23. Ele jogou sua primeira partida em 23 de abril de 2024 contra o Vietnã. A equipe chegou à final, onde perdeu para o Japão no dia 3 de maio de 2024; no entanto, Khusanov não participou da partida final.
Disputou os Jogos Olímpicos de Verão de 2024, em Paris.

### Principal
Em junho de 2023, Khusanov foi convocado para a seleção principal do Uzbequistão para participar da CAFA Nations Cup. No dia 11 de junho, estreou-se pela seleção contra Omã, substituindo Farrukh Sayfiev aos 83 minutos.
Em janeiro de 2024, Khusanov viajou com a seleção nacional para a fase principal da Copa da Ásia de 2023. Sua primeira partida no torneio aconteceu no dia 13 de janeiro de 2024, contra a Síria, onde foi titular e recebeu cartão amarelo. Ao final da fase de grupos, Khusanov e a equipe garantiram o segundo lugar do grupo e avançaram para a fase de mata-mata. Junto com a equipe, chegou às quartas-de-final, onde o Uzbequistão foi eliminado pelo Catar no dia 3 de fevereiro na disputa de pênaltis, encerrando assim a sequência do torneio.
Em 5 de junho de 2025, seu desempenho defensivo auxiliou o Uzbequistão se classificar para a Copa do Mundo FIFA de 2026 pela primeira vez em sua história, após um empate por 0 a 0 contra os Emirados Árabes Unidos na 9ª rodada das eliminatórias asiáticas.

## Vida pessoal
Khusanov é filho de Hikmat Hashimov (também traduzido como Khikmat Khashimov), que teve uma breve passagem como jogador profissional de futebol pelo PFK Metallurg Bekabad. "Abduqodir" é um nome comum uzbeque de origem árabe e significa "servo do Todo-Poderoso".
Em maio de 2025, Khusanov se casou conforme as tradições uzbeques, em Tasquente.

## Títulos

### Seleção
Uzbequistão Sub-20
- Copa da Ásia Sub-20: 2023[34]

### Individual
- Equipe Masculina Asiática do Ano da IFFHS: 2023[50]

### Honrarias
- Medalha Kelajak Bunyodkori: 2023[51]